# Copa Mercosur 1999
Navigation
Édition précédente Édition suivante
La Copa Mercosur 1999 est la seconde édition de la Copa Mercosur, une compétition régionale réunissant des clubs du Brésil, d’Uruguay, d’Argentine, du Chili et du Paraguay.
Vingt équipes sont réparties en cinq poules de quatre équipes qui affrontent leurs adversaires deux fois, à domicile et à l'extérieur. À l'issue de cette première phase, les premiers de chaque poule et les trois meilleurs deuxièmes disputent la phase finale, organisée en matchs aller-retour.
La finale oppose une nouvelle fois deux formations brésiliennes. C'est le club de Flamengo qui s'impose face au tenant du titre, Palmeiras.

## Premier tour

### Groupe A
| Rang | Équipe                    | Pts | J | G | N | P | Bp | Bc | Diff |  | Résultats (▼ dom., ► ext.) | Cru | Pal | RP  | Rac |
| ---- | ------------------------- | --- | - | - | - | - | -- | -- | ---- |  | -------------------------- | --- | --- | --- | --- |
| 1    | Cruzeiro                  | 16  | 6 | 5 | 1 | 0 | 16 | 2  | +14  |  | Cruzeiro                   |     | 3-0 | 2-0 | 2-0 |
| 2    | Palmeiras                 | 11  | 6 | 3 | 2 | 1 | 19 | 10 | +9   |  | Palmeiras                  | 2-2 |     | 3-0 | 7-0 |
| 3    | River Plate               | 7   | 6 | 2 | 1 | 3 | 8  | 11 | -3   |  | River Plate                | 0-3 | 3-3 |     | 4-0 |
| 4    | Racing Club de Avellaneda | 0   | 6 | 0 | 0 | 6 | 2  | 22 | -20  |  | Racing Club de Avellaneda  | 0-4 | 2-4 | 0-1 |     |

### Groupe B
| Rang | Équipe              | Pts | J | G | N | P | Bp | Bc | Diff |  | Résultats (▼ dom., ► ext.) | Ind | Cor | Grê | VS  |
| ---- | ------------------- | --- | - | - | - | - | -- | -- | ---- |  | -------------------------- | --- | --- | --- | --- |
| 1    | CA Independiente    | 11  | 6 | 3 | 2 | 1 | 7  | 5  | +2   |  | CA Independiente           |     | 2-0 | 1-0 | 1-1 |
| 2    | SC Corinthians      | 10  | 6 | 3 | 1 | 2 | 10 | 5  | +5   |  | SC Corinthians             | 1-2 |     | 4-1 | 2-0 |
| 3    | Grêmio Porto Alegre | 8   | 6 | 2 | 2 | 2 | 5  | 6  | -1   |  | Grêmio Porto Alegre        | 2-0 | 0-0 |     | 1-0 |
| 4    | Vélez Sarsfield     | 3   | 6 | 0 | 3 | 3 | 3  | 9  | -6   |  | Vélez Sarsfield            | 1-1 | 0-3 | 1-1 |     |

### Groupe C
| Rang | Équipe                 | Pts | J | G | N | P | Bp | Bc | Diff |  | Résultats (▼ dom., ► ext.) | SLo | BJ  | SPa | UCa |
| ---- | ---------------------- | --- | - | - | - | - | -- | -- | ---- |  | -------------------------- | --- | --- | --- | --- |
| 1    | San Lorenzo de Almagro | 12  | 6 | 4 | 0 | 2 | 8  | 5  | +3   |  | San Lorenzo de Almagro     |     | 1-0 | 1-0 | 4-0 |
| 2    | Boca Juniors           | 10  | 6 | 3 | 1 | 2 | 10 | 5  | +5   |  | Boca Juniors               | 0-1 |     | 5-1 | 1-0 |
| 3    | São Paulo FC           | 10  | 6 | 3 | 1 | 2 | 11 | 8  | +3   |  | São Paulo FC               | 4-1 | 1-1 |     | 2-0 |
| 4    | Universidad Católica   | 3   | 6 | 1 | 0 | 5 | 2  | 13 | -11  |  | Universidad Católica       | 1-0 | 1-3 | 0-3 |     |

### Groupe D
| Rang | Équipe        | Pts | J | G | N | P | Bp | Bc | Diff |  | Résultats (▼ dom., ► ext.) | Peñ | Nac | VdG | CPo |
| ---- | ------------- | --- | - | - | - | - | -- | -- | ---- |  | -------------------------- | --- | --- | --- | --- |
| 1    | Peñarol       | 12  | 6 | 3 | 3 | 0 | 10 | 7  | +3   |  | Peñarol                    |     | 0-0 | 2-1 | 3-2 |
| 2    | Nacional      | 10  | 6 | 3 | 1 | 2 | 10 | 6  | +4   |  | Nacional                   | 1-2 |     | 3-0 | 3-1 |
| 3    | Vasco da Gama | 8   | 6 | 2 | 2 | 2 | 9  | 8  | +1   |  | Vasco da Gama              | 1-1 | 1-0 |     | 5-1 |
| 4    | Cerro Porteño | 2   | 6 | 0 | 2 | 4 | 9  | 17 | -8   |  | Cerro Porteño              | 2-2 | 2-3 | 1-1 |     |

### Groupe E
| Rang | Équipe               | Pts | J | G | N | P | Bp | Bc | Diff |  | Résultats (▼ dom., ► ext.) | Oli | Fla | Col | UCh |
| ---- | -------------------- | --- | - | - | - | - | -- | -- | ---- |  | -------------------------- | --- | --- | --- | --- |
| 1    | Club Olimpia         | 12  | 6 | 4 | 0 | 2 | 10 | 7  | +3   |  | Club Olimpia               |     | 3-1 | 3-1 | 2-1 |
| 2    | Flamengo             | 10  | 6 | 3 | 1 | 2 | 16 | 8  | +8   |  | Flamengo                   | 2-1 |     | 2-2 | 7-0 |
| 3    | Colo-Colo            | 8   | 6 | 2 | 2 | 2 | 6  | 8  | -2   |  | Colo-Colo                  | 1-0 | 0-4 |     | 0-0 |
| 4    | Universidad de Chile | 4   | 6 | 1 | 1 | 4 | 4  | 13 | -9   |  | Universidad de Chile       | 1-2 | 2-0 | 0-2 |     |

## Phase finale

### Quarts de finale
| Équipe 1               | Résultat | Équipe 2       | Aller | Retour |
| ---------------------- | -------- | -------------- | ----- | ------ |
| Palmeiras              | 7 - 5    | Cruzeiro       | 7 - 3 | 0 - 2  |
| CA Independiente       | 1 - 5    | Flamengo       | 1 - 1 | 0 - 4  |
| Club Olimpia           | 1 - 3    | Peñarol        | 1 - 0 | 0 - 3  |
| San Lorenzo de Almagro | 4 - 2    | SC Corinthians | 2 - 1 | 2 - 1  |

### Demi-finales
| Équipe 1               | Résultat | Équipe 2  | Aller | Retour |
| ---------------------- | -------- | --------- | ----- | ------ |
| San Lorenzo de Almagro | 4 - 2    | Palmeiras | 1 - 0 | 0 - 3  |
| Flamengo               | 5 - 3    | Peñarol   | 3 - 0 | 2 - 3  |

### Finale
| 16 décembre 1999 | Flamengo                               | 4 - 3 | Palmeiras                                          | Stade Maracanã, Rio de Janeiro                            |                                                           |
|                  | Juan 6e · Caio 70e, 75e · Reinaldo 85e |       | Júnior Baiano 43e · Asprilla 68e · Paulo Nunes 73e | Spectateurs : 13 414 Arbitrage : Wilson de Souza Mendonça | Spectateurs : 13 414 Arbitrage : Wilson de Souza Mendonça |

| 20 décembre 1999 | Palmeiras                              | 3 - 3 | Flamengo                               | Parque Antarctica, São Paulo                     |                                                  |
|                  | Arce 21e (pen.), 58e · Paulo Nunes 66e |       | Caio 46e · Rodrigo Mendes 56e · Lê 83e | Spectateurs : 32 000 Arbitrage : Luciano Almeida | Spectateurs : 32 000 Arbitrage : Luciano Almeida |